# 高橋愛
高橋愛（1986年9月14日—），福井縣出身，隸屬演藝經紀公司UP-FRONT AGENCY旗下，日本女子偶像團體「早安少女組。」第五期成員。2001年8月26日加入，2007年6月2日接任隊長，後於2011年9月30日畢業，在籍達十年之久。
她的音域很廣，高音和低音的表現都很出色，是當時唯一能唱出平穩低音與嘹亮高音的團員。自小學習芭蕾舞，對音樂劇有濃厚興趣，很熱愛日本寶塚歌劇團。早安於2006年開始與寶塚歌劇團合辦音樂劇，包括與「灰姑娘」，兩套音樂劇當中的主角皆由高橋愛擔任。她唱功紮實且舞藝出眾，在團裡算是較具實力的成員，所出的寫真集數量很多，很早便追上早期成員安倍夏美及後藤真希。
2007年6月1日，因剛接任隊長不足一個月的藤本美貴閃電離隊，隊長一職便瞬間落在她身上。由於她說話帶有濃重的「福井口音」且不善言辭，故其曾因此多次落淚，覺得自己性格不適合當隊長，直到前隊長吉澤瞳與中澤裕子安慰她說只需做回自己，她才漸漸適應過來。
除錄音與演唱會等本身的工作外，她亦會定期參與電台及電視的節目，包括每日放送逢星期六晚上10時正至11時30分廣播的《MBS Young Town 土曜日》（現時由明石家秋刀魚、道重沙由美及高橋愛主持），以及東京電視台（TX）的。2009年1月8日，她更首次主演電視劇集《Q.E.D. 証明終了》，演技突飛猛進。畢業後也以成為女演員為目標，現活躍於舞台劇，亦參與電視劇演出。
2013年12月22日在部落格宣布將於2014年2月14日與阿部公二登記結婚。

## 個人資料

### 教育
- 幼稚園 - 曉幼稚園
- 小學 - 福井市立社南小學
- 小學 - 福井縣春江町立春江小學（因父親工作關係而轉校）
- 中學 - 福井縣坂井市立春江中學校
- 中學 - 東京都杉並區立阿佐佐谷中學（移居東京）
- 高中 - 日出高等學校（遙距教學模式[1]） - 卒業

### 特徵

#### 與成員的關係
- 與同期成員紺野朝美、小川麻琴、與新垣里沙和的關係很好，例如四人曾經一起在高橋家慶祝新垣生日[2]。
- 與新垣的關係尤其密切，一同在團超過十年的兩人於2007年前往夏威夷期間在酒店內甚至是睡在同一張床上。[3]
- 自2006年小川和紺野畢業後，五期成員就只剩下她和新垣兩人，她們倆在2007年6月初成為最資深的成員，高新(高橋隊長與新垣副隊長)體制持續到2011年9月底。
- 一直是六期成員道重沙由美憧憬的對象，曾多次在演唱會中被道重公然親吻，例如在2005年秋的及2007年秋的上。
- 認為自己和紺野都是屬於(my path)類型的人。

#### 既膽大又膽小
- 在早安成員中最大膽最不怕玩機動遊戲，甚至會主動要求玩；但當要進入鬼屋時，卻是最膽小的一個。
- 2002年遠赴美國佛羅里達州期間，在Gatorland主題公園內，是唯一夠膽騎在一隻成年密河鱷背上的成員；但其後另一次拍攝，她在不知情下吃掉鱷魚肉，知道後竟嚇至花容失色，不斷尖叫及原地跳。
- 膽小如羊的她，更曾有被綿羊欺負的紀錄，被整隻綿羊跳起撲在她身上。

#### 菁英候補
- 加入早安後就以「菁英候補」的身分[來源請求]活動。
  - 2002年4月於節目「MUSIX!」內飾演迷你劇場「Angel Hearts」的主角。
  - 2003年4月電台節目的準演出者。（詳細內容於演出的部分）
  - 2004年擔任早安少女組櫻花組的核心成員。演唱會的小冊子封面中她也是站在正中間。
  - 2006年演出於Hello! Project中最具人氣成員[來源請求]毎年也會客席演出的新春時代劇。（詳細內容於演出的部分）
- 至2011年9月30日畢業為止，早安的單曲中，她擔任主音的有十七首作品。
- 擔任主音的單曲有
- 至2011年3月，單人寫真集的數目是現役成員之中最多（12本）。她亦是五期成員中最早推出單人寫真集的，比起四期的加護和辻更早。
- 在早安家族所有成員裏，經常是首名出演電視節目的，例如「娘DOKYU!」第一集、第一集，及第一集。

#### 音樂劇
- 喜歡寶塚歌劇團，從小就希望加入寶塚，但因身高限制而放棄。從此決定做一個熱心的支持者，把影片推薦給Hello! Project的同輩及後輩。更表明自己是水夏希、紫吹淳的支持者。
- 出道以前有合唱和芭蕾舞的經驗，曾在中學時代以合唱出現於全國大會。於2006年春季的演唱會中，亦曾把芭蕾舞的動態加入於現場演出之中。
- 於2004年中於音樂劇飾演主角之一的，是劇中唯一有獨唱部分的角色。
- 2006年春曾前往紐約百老匯五日三夜。希望可以進軍百老匯。
- 於2006年中寶塚歌劇團與Hello! Project共演了音樂劇（緞帶騎士），高橋出任該劇的主角，雖說形態不同但也實現了憧憬「寶塚」的高橋的其中一個夢想。
- 音樂劇公映完畢後，說現在的她已可隨時離開早安少女組[4]。

#### 其他
- 與當時參與徵選活動的木下優樹菜一同住宿時情投意合，雖然木下最終落選，並以其他身份發展，但兩人依舊保持親交。[5][6]

## 個人簡歷
1999年
- 10月7日 - 於中代表福井縣鯖江市出場。獲得最佳舞台獎。

### 加入早安初期
2001年
- 08月26日 - 於合格，以第5期成員身分加入早安少女組，同期被選入的還有小川麻琴、新垣里沙和紺野朝美三人。
- 10月31日 - 發行第5期成員加入後的單曲《Mr. Moonlight 〜愛的Big Band〜》。

2002年
- 07月3日 - 參與洗牌組合「ハッピー♥7」(Happy 7)。
- 11月27日 - 以名義發行單曲。是電影的主題曲，九位主唱者亦出演此電影。

### 迷你早安時期
2003年
- 03月29日 - 於中正式加入迷你早安，成員包括辻希美、加護亞依及。迷你早安亦因此解除了身高不能超過150公分的限制。
- 04月12日 - 開始與明石家秋刀魚合作，參與電台節目《MBS Young Town 土曜日》的廣播。
- 07月9日 - 參與洗牌組合「7AIR」。

2004年
- 01月10日 - 於劇集 演出。
- 02月18日 - 於淳君的大碟「TAKE1」中擔任「LOVE～Since 1999～」（原唱：濱崎步）的二重唱部分。
- 05月2日 - 隨著於Hello! Project畢業，迷你早安的運作決定無限期停止。
- 07月23日 - 出演東京電視台的節目「二人ゴト～愛ちゃんと里沙ちゃん～」。

### 藤本高橋時期
2005年
- 06月25日 - 參與洗牌團體「エレジーズ」。
- 擔任早安少女組的單曲主音部分最多的人。另外，於石川梨華畢業後與六期成員藤本美貴一起成為早安的重心人物。

2006年
- 1月 - 女子足壘球隊『Metro Rabbits H.P.』成立，成為球衣號碼「9」的選手，並被選為隊長。
- 2月 - 代替被停止所有演藝活動的加護亞依，成為『Metro Rabbits H.P.』的主將。
- 07月2日 - 擔任GyaO播出的原創網劇 第1話的主角。並主唱同劇的主題曲（《從夢到醒》為高橋愛個人名義的歌曲）。
- 08月1日 - 演出於音樂劇（緞帶騎士），擔任該劇主角「藍寶石」王子，以及亞麻色髮少女（實際上是同一角色）。
- 12月24日 - 播放主演的迷你連續劇「おじぎ30度」(Dohhh UP!)，飾演女主角「木下花梨」[7]。

2007年
- 04月28日 - 右腳在演唱會中嚴重扭傷。
- 05月6日 - 因腳傷未癒，在吉澤瞳畢業演唱會中要獨立站開演出。
- 05月7日 - 繼任副隊長，成為早安少女組第五代副隊長。

### 早安隊長時期
2007年
- 06月2日 - 繼任隊長，成為早安少女組第六代隊長。
- 06月9日 - 在《MBS Young Town 土曜日》改為與道重沙由美搭擋，並變得比以前明顯更多發言。

2008年
- 04月16日 - 與田中麗奈及李純遠赴台灣，宣傳新單曲「憂鬱的共鳴」及其後的首場海外演唱會。
- 06月11日 - 選為早安少女組｡和寶塚歌劇團合作音樂劇『シンデレラ』的應援團體「High-King」的成員之一[8]。
- 08月6日 - 主演寶塚音樂劇「灰姑娘」女主角。

2009年
- 01月8日 - 出演電視劇集《Q.E.D. 証明終了》，飾演女主角水原可奈[9]，於NHK綜合台首播。
- 02月1日 - 在横濱場的「Hello！Project 2009 Winter 決定！ハロ☆プロ アワード ’０９　～エルダークラブ卒業記念スペシャル～」中成為早安家族第二代隊長。
- 04月27日 - 與新垣里沙、田中麗奈、琳琳到訪韓國，出席日韓合作的首個甄選會「東京少女」錄影。

2010年
- 06月22日 - 參加於東京都內舉行的第11本個人寫真- 『形』的發行紀念活動。
- 09月14日 - 開設個人「Ameba」部落格[10]。

2011年
- 01月9日 - 宣佈於秋季演唱會後，從早安少女組。及早安家族中畢業，成為早安少女組。史上擔任隊長一職最長的成員，而隊長一職將由同期的新垣里沙接任[11]。
- 09月30日 - 於日本武道館畢業。

### solo發展時期
2011年
- 10月3日 - 加入『M-line club』[12]。
- 10月12日 - 播出畢業後首個固定番組「女子力cafe～あいすくりーす～」[13]。

2012年
- 03月12日 - 播放參與的短篇電影「内容の無い物語」（沒有內容的故事）第一話。
- 04月12日 - 出席福井車站西口特別舞台活動，並演唱福井放送局吉祥物一福丸的代表歌曲「HAPPY！いっぷくまる」[14]。
- 06月17日 - 參與大河劇平清盛的演出，劇中飾演重盛之妻経子。[15]。
- 11月10日 - 與新垣里沙在巴黎舉辦J-Melo歌迷見面會。
- 11月23日 - 為卡通名偵探柯南劇中角色配音[16]。

2013年
- 03月18日 - 畢業後的初次廣告演出，18號起於全國放映[17]。
- 04月底   - 診斷出『兩側聲帶節結』，決定進行手術並休養一段時間，舞台劇亦延後演出[18]。
- 09月1日 - 參與Japan Festa in Bangkok2013[19]。

2014年
- 02月14日 - 與藝人阿部公二招開記者會宣布結婚消息[20]。

## 演出

### 電視劇集
- はいからさんが通る（2002年1月2日、TBS系|「モーニング娘。新春! LOVEストーリーズ」） - かすみ 役[21]。
- MUSIX!　Angel Hearts（2002年4月23日 - 2003年3月18日、テレビ東京系列・BSジャパン他） - 森崎 愛 役[22]。
- こちら本池上署（2002年、TBS系）
- 三毛猫ホームズの犯罪学講座（2002年12月28日、TBS） - 浜野 かおり 役。
- VICTORY!〜フットガールズの青春〜（2003年11月22日、フジテレビ系列）
- ドラマ愛の詩 「ミニモニ。でブレーメンの音楽隊」第1回 - 第4回「現代」（2004年1月10日～31日、NHK教育テレビ） - 栗村ちよの 役。
  - 第1回 （2004年1月10日）
  - 第2回 （2004年1月17日）
  - 第3回 （2004年1月24日）
  - 第4回 （2004年1月31日）
  - 第12回 （2004年3月27日）
- 愛情一本（2004年、日本電視台）
- 新春ワイド時代劇「天下騒乱〜徳川三代の陰謀」（2006年1月2日、テレビ東京系） - 德川和子 役。
- 日本テレビ開局55年記念番組「ヒットメーカー 阿久悠物語」（2008年8月1日、日本テレビ系） - ミー（未唯） 役。
- ドラマ8「Q.E.D. 証明終了」（2009年1月8日～3月12日、NHK） - 水原可奈 役。
- 半分エスパー 第1話、第5話、第10話（2010年1月15日・2月12日・3月19日、フジテレビTWO）
- 恋チョコ（2011年、BS-TBS）
- 自閉天才ATARU（2012年、TBS系）
- 大河ドラマ 平清盛（2012年6月17日～12月23日、NHK） - 経子 役。
- 毛骨悚然撞鬼現場ワタシが死ぬ理由（2012年7月12日～9月27日、関西テレビ放送） - 主演・沢渡夏花 役。
- ハイスクール歌劇団☆男組（2012年10月6日、CBC・TBS系） - 秋野玲奈 役。
- 実験刑事トトリ2（2013年10月12日～11月16日、NHK） - 川中弥生 役。
- ああ、ラブホテル（2014年、WOWOW）
- 太鼓持ちの達人〜正しい××のほめ方〜（2015年、テレビ東京）
- 太鼓持ちの達人〜正しい××のほめ方〜（2015年、テレビ大阪）

### 配音
- 名偵探柯南（2012年12月1日、8日、読売テレビ） - 七尾双葉 役。

### 電影
- とっかえっ娘。（2002年3月、全国指定公民館）
- ミニモニ。じゃムービー お菓子な大冒険!（2002年12月14日、東映）[23]
- 劇場版 とっとこハム太郎 ハムハムハムージャ! 幻のプリンセス（2002年12月14日、東宝） - タカハム 役。
- 劇場版 とっとこハム太郎 ハムハムグランプリン オーロラ谷の奇跡 リボンちゃん危機一髪!（2003年12月13日、東宝） - たかはし 役。
- ケータイ刑事 THE MOVIE3 モーニング娘。救出大作戦!〜パンドラの箱の秘密（2011年2月5日公開）- 高橋 愛 役。
- シェアハウス（2011年11月12日、ピーズ・インターナショナル） - マリ 役。
- 恐竜を掘ろう（2013年3月30日、東京テアトル）

### 電台節目
- （2003年4月12日－，每日放送）
- （2004年9月20日　名古屋・日本中部放送）（因為藤本美貴健康狀態不佳，所以高橋代為演出。）
- （2005年3月17日　名古屋・日本中部放送）（因為石川梨華當日患上感冒，所以高橋代為演出石川主演的電台節目。）
- TBC FUN（2005年5月16日－27日，東北放送）
- 擔任毎日放送的的主角，並獲得第41回銀河獎中的電台部門的「選獎」。
- FIVE STARS （2010年4月8日～2011年9月29日、InterFM）（擔任每週星期四的主持）

### 舞台劇
- モーニング・タウン（2002年5月24日～6月24日、青山劇場）
- 江戸っ娘。忠臣蔵（2003年5月31日～6月29日、明治座）
- HELP!!熱っちぃ地球を冷ますんだっ。（2004年5月29日～6月13日、中野サンプラザ） - 金井ユキ 役。
- -リボンの騎士 ザ・ミュージカル（2006年8月1日～27日、新宿コマ劇場） - サファイア 役。
- おじぎ30度 オン・ステージ（2008年2月27日～3月2日、新宿シアターアプル） - 木下花梨 役。
- シンデレラ the ミュージカル」（2008年8月6日～25日、新宿コマ劇場） - シンデレラ 役。
- おじぎでシェイプアップ!（2009年6月7日～14日、ル・テアトル銀座） - 木下花梨 役。
- BS-TBS開局10周年企画「ファッショナブル」（2010年6月11日～20日、ル テアトル銀座；6月25日～27日、シアターBRAVA!） - 長谷川ココ 役。
- 朗読劇 私の頭の中の消しゴム 2nd letter（2010年9月10日・11日・16日、天王洲 銀河劇場） - 薫 役。
- 喜劇「ハムレット」&悲劇?「ローゼンクランツとギルデンスターンは死んだ」（2011年5月18日～29日、渋谷区文化総合センター大和田・さくらホール；5月31日、シアター1010） - オフィーリア 役。
- ミュージカル『ダンス・オブ・ヴァンパイア』（2011年11月27日～12月24日、帝国劇場；2012年1月7日～12日、梅田芸術劇場） - サラ 役。
- ラ・パティスリー（2012年3月3日～22日、サンシャイン劇場 / 森ノ宮ピロティホール / 北國新聞赤羽ホール） - 夏織 役。
- 赤毛のアン 2012（2012年8月12日～22日） - ダイアナ・バリー 役。
- ハイスクール歌劇団☆男組（2012年9月12日～23日、天王洲銀河劇場） - 秋野玲奈 役。
- ミュージカル「女子高生チヨ」(2012年12月1日～9日、東京グローブ座；12月11日～12日、サンケイホールブリーゼ) -　長嶋鞠子 役。
- ミュージカル「ウェディング・シンガー」(2013年3月1日～31日、シアタークリエ / 博多座 / 岩手県民会館大ホール / 日本青年館) - ジュリア 役。
- もしも国民が首相を選んだら（2013年4月24日～30日、全労済ホールスペース・ゼロ） -　城川れいな 役。
- 朗読劇 私の頭の中の消しゴム 5th letter（2013年6月10日・12日、天王洲 銀河劇場） - 薫 役。
- 赤毛のアン 2013（2013年8月11日～21日） - アン・シャーリー 役。
- ハイスクール歌劇団☆男組（2012年9月12日～23日、天王洲銀河劇場） - 秋野玲奈 役。
- ミュージカル「女子高生チヨ」(2012年12月1日～9日、東京グローブ座 / 12月11日～12日、サンケイホールブリーゼ) - 長嶋鞠子 役。
- ミュージカル「ウェディング・シンガー」(2013年3月1日～31日、シアタークリエ / 博多座 / 岩手県民会館・大ホール / 日本青年館) - ジュリア 役。
- もしも国民が首相を選んだら（2013年4月24日～30日、全労済ホールスペース・ゼロ） - 城川れいな 役。
- ミュージカル「メリリー・ウィー・ロール・アロング」(2013年11月1日～17日、天王洲銀河劇場 / 12月6日～8日、梅田芸術劇場・シアタードラマシティ) - べス 役。

### CM
- 日本雞仔牌「『ムシューダ』『かおりムシューダ』」（2013年3月18日～）

### 互聯網
- 2005年4月8日
- 2006年3月3日 第1集（GyaO）安倍夏美主持
- 2006年7月2日 第1集（GyaO）
- 2006年12月 （Dohhh UP!）飾 木下花梨

## 作品

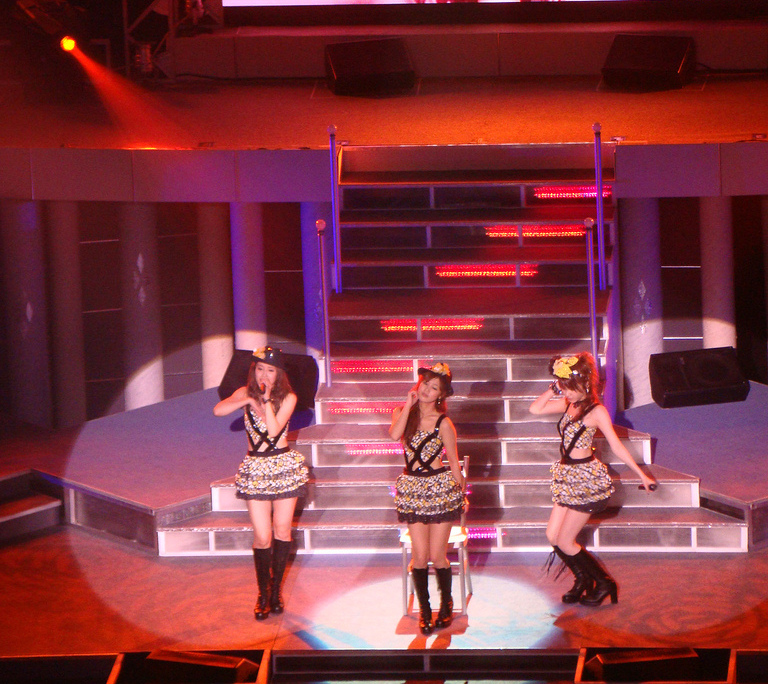
高橋、新垣、田中合唱《情熱のキスを一つ》

### 單曲
| 曲 | 細碟名稱     | 發售日期 | 備註       |
| -- | ------------ | -------- | ---------- |
| 1  | 《從夢到醒》 | 2006年   | 「」主題曲 |

### DVD
| # | DVD名稱    | 發售日期       | 備註          |
| - | ---------- | -------------- | ------------- |
| 1 | !高橋愛DVD | 2003年12月17日 |               |
| 2 |            | 2006年10月4日  | GyaO 原創劇集 |
| 3 |            | 2007年2月9日   |               |
| 4 | !高橋愛DVD | 2007年4月11日  |               |
| 5 | I.         | 2009年6月17日  |               |
| 6 |            | 2009年6月24日  |               |

## 書籍

### 寫真集
- 2002年8月13日：5期成員寫真集-（浦田大作攝影，出版） ISBN 4-8470-2721-3
- 2002年12月25日：第一本個人寫真-『高橋愛』（攝影，出版） ISBN 4-8470-2741-8
- 2003年12月17日：第二本個人寫真-（松田忠雄攝影，角川書店出版） ISBN 4-04-894253-0
- 2004年5月27日：第三本個人寫真-（西田幸樹攝影，出版） ISBN 4-8470-2806-6
- 2005年6月25日：第四本個人寫真-（根本好伸攝影，出版） ISBN 4-8470-2870-8
- 2006年1月27日：第五本個人寫真-『19』（根本好伸攝影，出版） ISBN 4-8470-2913-5
  - 『19』獲得Oricon 2006年寫真集銷售排行第10位[24]
- 2006年10月28日：個人寫真全集-（出版） ISBN 4-8470-2961-5
- 2007年3月14日：第七本個人寫真-（河野英喜攝影，出版） ISBN 4-0489-4485-4
- 2007年10月26日：第八本個人寫真-『水』（熊谷貫攝影，出版） ISBN 4-8470-4049-8
- 2008年5月24日：第九本個人寫真- （長野博文攝影，出版） ISBN 4-8470-4088-0
- 2009年5月23日：第十本個人寫真- 『私』 (根本好伸攝影，出版)　ISBN 978-4-8470-4170-9
- 2010年6月22日：第十一本個人寫真- 『形』（根本好伸攝影，福家書店新宿サブナード店)  ISBN 978-4-8470-4283-6
- 2011年3月28日：第十二本個人寫真-『LOVE NO.10』 (根本好伸攝影，ワニブックス出版) ISBN 978-4847043659

### 雜誌
- 「FRIDAY」(高橋；表紙；2010年7月1日)
- 「ゲームエンタvol.8」（高橋愛、錢琳；2010年7月13日）

## 所屬組合
- 早安少女組（2001年～2011年）
- 迷你早安（2003年～2009年）（第2期成員）
- High-King（2008年～2011年）
- 分組
  - 早安少女組櫻花組（2003年～2011年）
- 洗牌組合
  - Happy 7 （2002年）
    - 加護亞依、高橋愛、小川麻琴、新垣里沙、、、齊藤瞳

  - pockyーガールズ（2002 演出格力高pocky廣告）
  - 7AIR（2003年）
    - 石川梨華、高橋愛、新垣里沙、稻葉貴子、、里田舞、大谷雅惠

  - H!P All Stars （2004年）
    - 全員46人

  - Elegies （2005年）
    - 高橋愛、田中麗奈、柴田步、里田舞

## 外部連結
- i_am_takahashi(高橋 愛 Ai Takahashi 高桥爱 instagram 帳戶) （页面存档备份，存于）
- 高橋愛オフィシャルブログ「I am Ai」(Ameblo官方部落格) （页面存档备份，存于）（日語）
- 基本檔案（早安家族中文官方網站）
- 基本檔案（Hello!Project官方網站） （页面存档备份，存于） （日語）
- MBS Young Town 土曜日 （页面存档备份，存于） （日語）
- 寶塚歌劇團 （页面存档备份，存于） （日語）
- 高橋愛發行的DVD目錄 （日語）